# 대전출입국·외국인사무소
대전출입국·외국인사무소(大田出入國·外國人事務所)는 대한민국 법무부의 소속기관이다. 2018년 5월 10일 발족하였으며, 대전광역시 중구 목중로26번길 7에 위치하고 있다. 소장은 서기관으로 보한다.

## 직무
- 내·외국인의 출입국심사
- 외국인의 등록 및 지문 날인
- 출입국사범의 단속·수사·인수 및 외국인에 대한 동향조사
- 체류자격외의 활동을 하는 외국인에 대한 활동중지명령
- 외국인의 거소 및 활동범위의 제한
- 외국인의 준수사항의 결정
- 재외동포 거소신고등에 관한 사항
- 출입국관리기록의 정리와 보관
- 외국인의 보호 및 강제퇴거
- 보호외국인에 대한 분류심사 및 조사
- 보호자에 대한 접견 및 입·출소관리
- 보호자의 경비 및 보호
- 국적취득의 신청, 국적이탈·상실 신고 그 밖의 국적민원 접수 및 실태조사
- 난민인정 결정 및 난민 처우 등에 관한 사항
- 「출입국 관리법 시행령」 별표 1에 따른 외국인의 체류자격 중 거주(F-2), 영주(F-5) 등을 가진 정주외국인 및 귀화자 등의 네트워크 구축·운영 지원에 관한 사항
- 사증발급인정서의 발급 등에 관한 사항
- 기타 내·외국인의 출입국관리에 관한 사항

## 연혁
- 1984년 12월 27일: 법무부 소속으로 대전출입국관리사무소 설치.[2]
- 1992년 8월 31일: 소속기관으로 대산출장소 설치.[3]
- 2010년 8월 2일: 대산출장소를 서산출장소로 개편.[4]
- 2010년 10월 18일: 소속기관으로 천안출장소 설치.[5]
- 2015년 1월 6일: 소속기관으로 당진출장소 설치.[6]
- 2018년 5월 10일: 대전출입국·외국인사무소로 개편.[7]

## 관할 구역
- 대전광역시
- 세종특별자치시
- 충청남도[8]
- 충청북도 영동군·옥천군

## 조직

### 소장
- 관리과장[9]
- 조사과장[9]

### 소속기관
출장소
| 명칭       | 위치                                     | 관할구역                             |
| ---------- | ---------------------------------------- | ------------------------------------ |
| 서산출장소 | 충청남도 서산시 읍내3로 28               | 충청남도 서산시·태안군·홍성군·보령항 |
| 천안출장소 | 충청남도 천안시 서북구 광장로 215        | 충청남도 천안시·아산시·예산군        |
| 당진출장소 | 충청남도 당진시 송악읍 고대공단2길 79-33 | 충청남도 당진시·당진항               |